# Joana Hazuki
Joana Hazuki (優 葉月, Yū Hazuki) é a protagonista do anime Joana e Sérgio - O Desafio dos Anjos, adaptado do mangá Attacker YOU! (アタッカーYOU!), que também teve uma sequela intitulada, New Attacker You!. Na primeira versão japonesa original, Joana foi dobrada por Yūko Kobayashi. Já na segunda versão, quem dobrou a personagem foi Kozue Kamata.

## A personagem
Joana é uma menina animada, energética, espontânea e impulsiva. Prima da grande Mimi Ayuhara, sempre observada com interesse desde a sua criação, é uma atacante muito forte, que faz do voleibol sua paixão. Ela se apaixona à primeira vista por seu senpai Sérgio Tachiki, que retribui seus sentimentos.
Em New Attacker You!, Joana, já crescida e mais madura, regressa de uma lesão grave que interrompeu sua carreira, mas graças a sua vontade é capaz de voltar a correr.

## Biografia

### Mangá
Os acontecimentos na versão do mangá (criado antes da série animada) são inicialmente semelhante ao anime, mas se diferem por causa da ausência de Sunny e Kyushi. Joana se muda para Tóquio para morar com seu pai Toshi (um famoso escritor), após uma infância passada no campo com seus avós, ela se matricula no ensino médio, onde vai treinar no clube feminino de voleibol Hikawa do treinador Daimon, onde ele vê seu potencial e faz ela entrar pro clube.
 
Depois de uma contrapartida inicial com a capitã da equipa Nami Ayase, Joana vai encontrar uma rival em Kaori (Eri na versão original) Takigawa, jogadora do Sunligth, onde joga voleibol desde o ensino fundamental, e que irá desenvolver uma relação de amizade e respeito com ela.
 Sua rivalidade com Takigawa, a empurra para trabalhar ainda mais na formação, mas a notícia de que Eri vai entrar no Jitsugyodan (a liga profissional) e portanto, não pode lidar com isso nas partidas do ano seguinte, a menina se atira ao tumulto, e tenta convencer Daimon e o treinador Naito para ajudá-la a se juntar à equipa de profissionais Seven Figther apesar de sua falta de experiência (começou a jogar vólei apenas oito meses atrás), mas não teve sucesso, por ser muito jovem (já que tem apenas 14 anos) e é inexperiente. No entanto, é convidada pelo treinador Mitamura, que propõe a inscrever ela no Instituto Seirin (uma escola famosa por ter um clube de voleibol excelente) e lá ele será o treinador do ano seguinte, prometendo que, se ela puder ganhar os títulos de voleibol do ensino médio, três anos mais tarde se tornaria igual a Takigawa. Ela aceita e concluí o ensino médio e passa nos exames de admissão, então ela se matricula na escola Seirin com Nami, e tanto entra no time de vólei treinado por Mitamura.
Ela supera o atrito com os proprietários e dirigentes do clube, Joana e Nami se tornam a primeira equipa de reservas na escola Seirin, embora a subida de Hazuki continua a ser desaprovada por seu senpai Matsuo, que uma noite tenta fazer com que Joana sofra um acidente para impedi-la de jogar, que também envolve o proprietário Mishiro, que, ao contrário do outro sempre tinha sido amigável com Nami e Joana, que machucou o tornozelo antes do jogo contra o liceu Mineoka. Com a ajuda de Nami, o Seirin consegue vencer o jogo, que também auxilia Kaori que diz a Joana e Nami que, se a sua escola continuar a ganhar, haverá uma boa chance de que as duas possam ser escolhidas para a "meeting do Pacifico" (onde ocorre o campeonato nacional de voleibol da Ásia, incluindo o Japão que vai disputar o título do Pacífico) com ela, que irá representar o Japão. A perspectiva que empurra as duas meninas para trabalhar ainda mais em um treinamento muito duro, faz então a equipa ganhar todos os jogos, até chegar ao final, um jogo muito disputado, em que, devido à queda de Joana o Seirin ganha o Inter-Higth (a liga Nacional de voleibol do ensino médio). Após a cerimônia de premiação do campeonato nacional, a lista dos convocados são anunciadas para o "meeting do Pacífico", onde será realizado na Austrália, Joana e Nami são chamadas (entrando como reservas) no voleibol nacional das mulheres japonesas, juntamente com Kaori e seu senpai Mishiro.

### Anime

#### Joana e Sérgio - O Desafio dos Anjos
Joana se muda para Tóquio, onde estuda no ensino médio Hikawa. Ela perdeu a mãe, e mora com seu pai, fotógrafo, e Sunny, o irmão adoptivo que está intimamente ligada a ele.
Tudo começa com um desafio de Nami Hayase, capitã da equipa de voleibol feminino da escola. Apesar de sua inexperiência, Joana surpreende a adversária com sua incrível elevação e poder. E então é convidada a participar do Hikawa. No princípio é apenas uma reserva e sempre discute com Nami. Logo, porém, a protagonista se torna titular e Hayase decide acabar com suas brigas; as duas eventualmente acabam se tornando amigas.
Joana encontra ua rival em Kaori Takigawa, uma jogadora muito forte da equipa Sunlight Players, com quem estabeleceu uma relação de amizade, estima e respeito.
Após deixar a escola, Hazuki decide se juntar à equipa profissional Seven Fighters, graças ao treinador Dani Mitamura. Com tenacidade e obstinação, consegue ser recrutada como atacante.
Graças ao voleibol, Joana encontra Kanako Tajima, campeã olímpica, que, ciente de que seja sua mãe, seu suporte fica próximo. Nas mulheres, a protagonista encontra uma figura amorosa.
Joana é seleccionada para fazer parte da equipa nacional que representará o vólei feminino do Japão nas olimpíadas de Seul, disputando algumas partidas de treinamento com outras instituições nacionais e amigáveis para encontrar uma rival como a atacante Tullia, que acabará tornando amiga dela. 
Imediatamente após a sua entrada em nível nacional, a garota descobre que Kanako Tajima, de fato, é a mãe que ela acreditava que estava morta. A mulher deixou a família quando Joana era muito pequena, se dedicando ao voleibol. Toshiko, o pai da protagonista, disse a ela que sua esposa tinha morrido. Mais cedo, Joana fica chateada e irritada com os pais que mentiram, mas logo aprende a perdoar e apreciar a senhora Tajima.
O anime termina com Joana executando sua famosa enterrada no primeiro jogo das Olimpíadas de Seul, que é entre o Japão e Tchecoslováquia.

#### New Attacker You!
Joana sofre um acidente no tendão de Aquiles, que a fez abandonar o voleibol por um longo tempo. Ela começou a treinar sozinha para continuar a jogar, e, depois de dois anos, ela consegue se curar.

Sonhando em participar das olimpíadas, faz as audições para entrar em uma equipa da liga, mas apesar de seu talento incrível, não é nomeada, uma vez que se recupera de um acidente terrível. As selecções, no entanto, também são assistidas pela Senhora Yang, que convida Joana para se juntar à equipa chinesa Dragon Ladies, que pretende participar dos Jogos Olímpicos. Na nova equipa, Hazuki ainda está jogando com Kaori e Nami, e agora pode rever, depois de tantos anos, Sérgio, actualmente treinador do grupo.

## Adaptação
No Japão, Joana se chama You Hazuki. Nas dobragens da Europa, os nomes foram alterados, nacionalizados e adaptados para os idiomas, tal como aconteceu em Portugal na emissão pela RTP1, a protagonista You passou a se chamar Joana. A Mediaset transmitiu o anime na França, Espanha e Itália, a protagonista manteve o sobrenome inalterado, mas mudou o nome, respectivamente para Jeanne, Juana e Mila. Na versão da Mediaset, Mila é prima de Mimì Ayuhara, protagonista do anime Attack No. 1 onde alterou os diálogos. Essa relação não existe na versão original japonesa (na dobragem portuguesa existe??????????????? Attack No.1 não foi transmitido em Portugal,então não deveria existir).